# Hercus
Hercus (лат. , от др.-греч. ἕρκος «ограда, силок, сеть») — род наездников из семейства Ichneumonidae (подсемейство Tryphoninae).

## Распространение
Распространены широко — в Голарктике, Палеарктике, в Северной и Южной Америке. Описано 7 видов.

## Описание
Мелкие наездники, в длину достигают 3—5 мм.

## Экология
Представители рода — эктопаразиты мелких чешуекрылых семейства Tortricidae, реже Pyralidae, Oecophoridae, Geometridae.

## Список видов
Некоторые виды рода:
- Hercus fontinalis Holmgren, 1855
- Hercus frontalis (Zetterstedt, 1838)
- Hercus tibialis (Kasparyan, 1994)